# Bert Pronk
Hubert Pronk, detto Bert (Scheveningen, 24 ottobre 1950 – Alvor, 15 marzo 2005), è stato un ciclista su strada olandese.
Professionista dal 1974 al 1982, conta la vittoria di un Giro del Lussemburgo e di un Giro dei Paesi Bassi.

## Carriera
Corse per la TI-Raleigh, la Ijsboerke e la Kotter's. Da dilettante vinse una tappa all'Olympia's Tour nel 1974, passando professionista nell'agosto dello stesso anno. Nel 1975 vinse una tappa alla Quatre jours de Dunkerque, una tappa al Giro di Svizzera ed una all'Étoile des Espoirs. Il 1977 fu la sua migliore stagione, grazie ai successi al Giro del Lussemburgo ed al Giro dei Paesi Bassi. Partecipò a quattro edizioni del Tour de France, due del Giro d'Italia, una Vuelta a España e quattro campionati del mondo.

## Palmarès
- 1974 (Dilettanti, una vittoria)

5ª tappa Olympia's Tour (Ulestraten > Ulestraten)
- 1975 (TI-Raleigh, tre vittorie)

4ª tappa Quatre jours de Dunkerque (Saint-Amand > Dunkerque)
4ª tappa Tour de Suisse (Murten > Täsch)
1ª tappa Étoile des Espoirs
- 1977 (TI-Raleigh, tre vittorie)

4ª tappa, 1ª semitappa Tour de Luxembourg (Echternach > Neuerburg)
Classifica generale Tour de Luxembourg
Classifica generale Ronde van Nederland

### Altri successi
- 1973

Criterium di Scheveningen
- 1974

Internationale Radkriterium in Wangen
- 1976

Criterium di Scheveningen
- 1977

Classifica scalatori Tour de Luxembourg
Classifica scalatori Vuelta a Andalucía

## Piazzamenti

### Grandi giri
- Giro d'Italia

1978: non partito (17ª tappa)
1982: 68º
- Tour de France

1976: 26º
1977: 12º
1979: 44º
1980: fuori tempo massimo (1ª tappa, 2ª semitappa)
- Vuelta a España

1976: non partito (19ª tappa, 2ª semitappa)

### Classiche monumento
- Milano-Sanremo

1977: 54º
1982: 81º
- Liegi-Bastogne-Liegi

1975: 15º

### Competizioni mondiali
- Campionati del mondo

Yvoir 1975 - In linea: 28º
Ostuni 1976 - In linea: ritirato
San Cristóbal 1977 - In linea: 18º
Sallanches 1980 - In linea: 6º